# Кольчатый коконопряд
Кольчатый коконопряд, или колечник шелкопряд (лат. Malacosoma neustria) — вид бабочек из семейства коконопрядов. Является вредителем сельскохозяйственных культур и лесных насаждений.

## Описание
Размах крыльев самца 30—32 мм, самки — 36—40 мм. Выражен половой диморфизм. Самка более мощная, крупнее в размахе крыльев. Основной фон окраски варьируется от охряно-жёлтой до бурой. Усики самца гребенчатые. Передние крылья жёлто-коричневой окраски или рыже-коричневого цвета с коричневатой светлой окаймлённой поперечной косопроходящей полоской. Бахрома передних крыльев в неправильной формы тёмной и светлой клеткой. Задние крылья более светлой окраски, без поперечных полос. Окраска в целом весьма изменчива.

## Ареал
Широко распространён в лесной зоне Европы и Азии: в Западной Европе, России (но отсутствует в большинстве мест Западной Сибири), Малой Азии, Китае, Корее, Японии, Балтии, Белоруссии, Украине, Молдавии, Закавказье, северо-западном Казахстане, Средней Азии.

## Подвиды
- Malacosoma neustria neustria
- Malacosoma neustria flavescens Grünberg, 1912 (Марокко, Алжир)
- Malacosoma neustria formosana Matsumura, 1932 (Тайвань)

- Гусеница, Юлийские Альпы, Словения
- Яйца